# Charlie Sheen
Carlos Irwin Estévez, ismertebb nevén Charlie Sheen (New York, 1965. szeptember 3. –) Golden Globe-díjas amerikai színész. Martin Sheen színész fia, Emilio Estevez, Renée Estevez és Ramon Luis Estevez színészek testvére.
Pályafutása elején szerepelt A szakasz (1986), a Tőzsdecápák (1987), A vadnyugat fiai (1988), A zöldfülű (1990), a Nagy durranás (1991) és a Nagy durranás 2. (1993) című filmekben. A 2000-es évektől Charlie Crawfordot játszotta a Kerge város című szituációs komédiában, mellyel Golden Globe-díjat nyert. További két Golden Globe-, valamint négy Primetime Emmy-jelölést hozott számára Charlie Harper szerepe a Két pasi – meg egy kicsi című sorozatban. 2012 és 2014 között egy újabb szitkom, a Nyugi, Charlie! címszereplője volt.
Alkohol- és drogproblémái, illetve viharos házasságai és a családon belüli erőszak vádja miatt gyakran került a bulvárlapok címoldalára. 2011-ben menesztették a Két pasi – meg egy kicsi sorozatból, miután sértő megjegyzéseket tett annak megalkotójára, Chuck Lorre-ra. 2015 novemberében hozta nyilvánosságra, hogy HIV-fertőzött.

## Fiatalkora
Carlos Irwin Estévez néven született New Yorkban Janet Templeton és Ramón Estévez (művésznevén Martin Sheen) fiaként. Ő és apja származását tévesen spanyolnak jelölik, valójában mindketten galiciaiak; ez a portugálokhoz közel álló újlatin népcsoport Spanyolország északnyugati csücskében él. A család Malibuba, Kaliforniába költözött, amikor Charlie kétéves volt. Három testvére van, két fiú és egy lány, mindegyikük színész: Emilio Estevez, Ramón Luis Estévez és Renée Estevez.

## Filmes pályafutása
1974-ben, 9 évesen szerepelt először a kamerák előtt, az apja mellett egy kisebb szerepben. Filmes karrierje 1984-ben kezdődött, első főszerepét 1986-ban játszotta A szakasz című háborús filmdrámában.
1988-ban A vadnyugat fiai című filmben testvérével, Emilióval játszott közösen. 1989-ben A nagy csapat című filmben láthattuk, 1990-ben pedig A megtörhetetlen (Cadence) című filmben apjával, Martin Sheennel játszott közösen, illetve A zöldfülű-ben Clint Eastwood oldalán. 1991-ben és 1993-ban játszott a Nagy durranás című vígjáték első és második részében, ami híresebbé tette a nevét. 1993-ban A három testőr című filmben Aramis szerepében láthattuk, majd 1994-ben Nastassja Kinski oldalán a Végsebességben. 1999-ben önmagát alakította A John Malkovich menet című filmben, és felbukkant a Horrorra akadva 3. és 4. részében is; ez utóbbiban akkori felesége, Denise Richards is szerepelt. A Kerge város című sorozatba Michael J. Fox helyett került be, annak betegsége miatt. 2003-tól a Két pasi – meg egy kicsi című sorozatban játszotta Charlie Harper reklámzeneszerző szerepét, egészen 2011-ig.

## Magánélete
1996 decemberében letartóztatták és azzal vádolták, hogy megtámadta barátnőjét dél-kaliforniai otthonában. Akkor kétévi próbaidőre bocsátották. 1998-ban saját apja záratta be, mivel kokaintúladagolás miatt megszegte a feltételes szabadlábra helyezés feltételeit. A hatóságok kötelezték, hogy rehabilitációs programon vegyen részt.
2015 novemberében hosszas találgatások után egy tévéinterjúban felvállalta, hogy HIV-fertőzött. Beszámolója szerint éveken keresztül többen zsarolták azzal, hogy az erre vonatkozó információt nyilvánosságra hozzák, ha nem fizet. Állítása szerint családjának tudomása volt állapotáról és kizárta annak lehetőségét, hogy bárkit is megfertőzött volna az évek során. Ennek ellenére kilátásba helyezte, hogy számos bírósági kereset benyújtására számít egykori szexuális partnereitől.

## Filmográfia

### Film

#### Író és producer
| Év   | Magyar cím    | Eredeti cím          | Feladatkör | Feladatkör |
| Év   | Magyar cím    | Eredeti cím          | Író        | Producer   |
| ---- | ------------- | -------------------- | ---------- | ---------- |
| 1989 |               | Tale of Two Sisters  | Igen       | Nem        |
| 1989 |               | Comicits (rövidfilm) | Igen       | Igen       |
| 1994 | A hajsza      | The Chase            | Nem        | Vezető     |
| 1998 | Gátlástalanul | No Code of Conduct   | Igen       | Igen       |
| 2012 |               | She Wants Me         | Nem        | Vezető     |

#### Színész
| Év   | Magyar cím                              | Eredeti cím                                      | Szerep                               | Magyar hang          |
| ---- | --------------------------------------- | ------------------------------------------------ | ------------------------------------ | -------------------- |
| 1973 | Sivár vidék                             | Badlands                                         | fiú a lámpaoszlop alatt              |                      |
| 1979 | Apokalipszis most                       | Apocalypse Now                                   | statiszta                            |                      |
| 1983 |                                         | Grizzly II: The Predator                         | Lance                                |                      |
| 1984 | Vörös hajnal                            | Red Dawn                                         | Matt                                 | Görög László         |
| 1984 | Vörös hajnal                            | Red Dawn                                         | Matt                                 | Szokol Péter         |
| 1985 | Szomszéd fiúk                           | The Boys Next Door                               | Bo Richards                          | Stohl András         |
| 1986 |                                         | A Life in the Day (rövidfilm)                    | ismeretlen szerep                    |                      |
| 1986 | Lucas és a szerelem                     | Lucas                                            | Cappie Roew                          | Bolba Tamás          |
| 1986 | Meglógtam a Ferrarival                  | Ferris Bueller`s Day Off                         | fiú a rendőrségen                    | Czvetkó Sándor       |
| 1986 | A szakasz                               | Platoon                                          | Chris Taylor                         | Rátóti Zoltán        |
| 1986 | A szakasz                               | Platoon                                          | Chris Taylor                         | Dányi Krisztián      |
| 1986 | Száguldó bosszú                         | The Wraith                                       | Jake Kesey                           | Csankó Zoltán        |
| 1986 | Száguldó bosszú                         | The Wraith                                       | Jake Kesey                           | Stohl András         |
| 1986 | Száguldó bosszú                         | The Wraith                                       | Jake Kesey                           | Csőre Gábor          |
| 1986 | Bölcsesség                              | Wisdom                                           | City Burger menedzser (cameo)        |                      |
| 1987 | Tőzsdecápák                             | Wall Street                                      | Bud Fox                              | Lux Ádám             |
| 1987 | Tőzsdecápák                             | Wall Street                                      | Bud Fox                              | Epres Attila         |
| 1987 | Porsche-tolvajok                        | No Man's Land                                    | Ted Varrick                          | Epres Attila         |
| 1987 | Hárman az úton                          | Three for the Road                               | Paul                                 | Jámbor József        |
| 1988 | Kiállítva                               | Eight Men Out                                    | Oscar 'Hap' Felsch                   | Selmeczi Roland      |
| 1988 | A vadnyugat fiai                        | Young Guns                                       | Richard "Dick" Brewer                | Forgács Péter        |
| 1989 |                                         | Tale of Two Sisters                              | narrátor                             |                      |
| 1989 | A nagy csapat                           | Major League                                     | Rick Vaughn                          | Csuja Imre           |
| 1989 | Kedden soha                             | Never on Tuesday                                 | tolvaj (cameo)                       |                      |
| 1989 |                                         | Comicits (rövidfilm)                             | önmaga                               |                      |
| 1990 | A megtörhetetlen                        | Cadence                                          | Franklin Fairchild Bean közlegény    | Rátóti Zoltán        |
| 1990 | A megtörhetetlen                        | Cadence                                          | Franklin Fairchild Bean közlegény    | Rékasi Károly        |
| 1990 | Menekülés                               | Courage Mountain                                 | Peter                                | Epres Attila         |
| 1990 | Menekülés                               | Courage Mountain                                 | Peter                                | Tarján Péter         |
| 1990 | A szemtanú nyomában                     | Backtrack                                        | Bob (cameo)                          |                      |
| 1990 | Tökös ötös                              | Men at Work                                      | Carl Taylor                          | Selmeczi Roland      |
| 1990 | A zöldfülű                              | The Rookie                                       | David Ackerman                       | Rátóti Zoltán        |
| 1990 | Elit kommandó                           | Navy SEALS                                       | Dale Hawkins hadnagy                 | Gyabronka József     |
| 1990 | Elit kommandó                           | Navy SEALS                                       | Dale Hawkins hadnagy                 | Bozsó Péter          |
| 1991 | Nagy durranás                           | Hot Shots!                                       | Sean Topper Harley hadnagy           | Rátóti Zoltán        |
| 1993 | Nagy durranás 2. – A második pukk       | Hot Shots! Part Deux                             | Sean Topper Harley hadnagy           | Rátóti Zoltán        |
| 1993 | A három testőr                          | The Three Musketeers                             | Aramisz                              | Forgács Péter        |
| 1993 | Haláli fegyver                          | Loaded Weapon 1                                  | inas (cameoszerep)                   | Csuja Imre           |
| 1993 | Zuhanás a halálba                       | Deadfall                                         | Morgan "Fats" Gripp                  | Bognár Zsolt         |
| 1993 | Zuhanás a halálba                       | Deadfall                                         | Morgan "Fats" Gripp                  | Czvetkó Sándor       |
| 1994 | Végsebesség                             | Terminal Velocity                                | Ditch Brodie                         | Csuja Imre           |
| 1994 | A hajsza                                | The Chase                                        | Jackson Davis Hammond                | Rátóti Zoltán        |
| 1994 | A nagy csapat 2.                        | Major League II                                  | Rick Vaughn                          | Csuja Imre           |
| 1994 | A nagy csapat 2.                        | Major League II                                  | Rick Vaughn                          | Czvetkó Sándor       |
| 1994 | A nagy csapat 2.                        | Major League II                                  | Rick Vaughn                          | Dányi Krisztián      |
| 1996 |                                         | Loose Women                                      | Barbie-kedvelő pultos (cameo)        |                      |
| 1996 | Charlie – Minden kutya a mennybe jut 2. | All Dogs Go to Heaven 2                          | Charles B. "Charlie" Barkin (hangja) |                      |
| 1996 | Galaktikus támadás                      | The Arrival                                      | Zane Ziminski                        | Rékasi Károly        |
| 1996 | Galaktikus támadás                      | The Arrival                                      | Zane Ziminski                        | Czvetkó Sándor       |
| 1997 | Pénz beszél                             | Money Talks                                      | James Russell                        | Szabó Sipos Barnabás |
| 1997 | Nyomás alatt                            | Bad Day On the Block                             | Lyle Wilder                          | Rékasi Károly        |
| 1997 | Árnyék-összeesküvés                     | The Shadow Conspiracy                            | Bobby Bishop                         | Csankó Zoltán        |
| 1997 |                                         | Discovery Mars (dokumentum-rövidfilm)            | narrátor                             |                      |
| 1998 | Post mortem                             | Postmortem                                       | James McGregor                       | Czvetkó Sándor       |
| 1998 | Levél a halálsorról                     | A Letter From Death Row                          | rendőr (cameoszerep)                 | Selmeczi Roland      |
| 1998 | Gátlástalanul                           | No Code of Conduct                               | Jake Peterson                        | Galambos Péter       |
| 1998 | Gátlástalanul                           | No Code of Conduct                               | Jake Peterson                        | Forgács Péter        |
| 1998 | Dolcsi vita                             | Free Money                                       | Bud Dyerson                          | Csankó Zoltán        |
| 1998 | Dolcsi vita                             | Free Money                                       | Bud Dyerson                          | Selmeczi Roland      |
| 1998 |                                         | Junket Whore (dokumentumfilm)                    | önmaga                               |                      |
| 1999 | A John Malkovich menet                  | Being John Malkovich                             | Charlie                              | Csuja Imre           |
| 1999 | Kanbuli                                 | Five Aces                                        | Chris Martin                         | Bozsó Péter          |
| 2000 |                                         | Lisa Picard is Famous                            | önmaga (cameo)                       |                      |
| 2001 | Eltanácsolt tanácsadó                   | Good Advice                                      | Ryan Turner                          | Selmeczi Roland      |
| 2001 |                                         | Last Party 2000 (dokumentumfilm)                 | önmaga                               |                      |
| 2002 |                                         | The Making of Bret Michaels (dokumentumfilm)     | önmaga                               |                      |
| 2003 |                                         | Deeper Than Deep (rövidfilm)                     | Charles "Chuck" E. Traynor           |                      |
| 2003 | Horrorra akadva 3.                      | Scary Movie 3                                    | Tom Logan                            | Czvetkó Sándor       |
| 2003 | Pauly Shore halott                      | Pauly Shore Is Dead                              | önmaga (cameo)                       |                      |
| 2004 | A nagy zsozsó                           | The Big Bounce                                   | ifjabb Bob Rogers                    | Czvetkó Sándor       |
| 2006 | Horrorra akadva 4.                      | Scary Movie 4                                    | Tom Logan (cameo)                    | Csuja Imre           |
| 2010 | Tőzsdecápák – A pénz nem alszik         | Wall Street: Money Never Sleeps                  | Bud Fox (came)                       | Forgács Péter        |
| 2010 | Terhes társaság                         | Due Date                                         | Charlie Harper / önmaga (cameo)      |                      |
| 2011 |                                         | 9/11 Truth: Hollywood Speaks Up (dokumentumfilm) | önmaga                               |                      |
| 2011 |                                         | Foodfight!                                       | Dex Dogtective (hangja)              |                      |
| 2012 | Madea néni, avagy a tanú védtelen       | Madea's Witness Protection                       | önmaga (cameo)                       |                      |
| 2012 | Pillantás Charlie Swan képzeletébe      | A Glimpse Inside the Mind of Charles Swan III    | Charles Swan III                     | Anger Zsolt          |
| 2012 |                                         | She Wants Me                                     | önmaga                               |                      |
| 2013 | Horrorra akadva 5.                      | Scary Movie 5                                    | önmaga (cameo)                       | Czvetkó Sándor       |
| 2013 | Machete gyilkol                         | Machete Kills                                    | Rathcock amerikai elnök              | Haás Vander Péter    |
| 2017 |                                         | Mad Families                                     | Charlie Jones                        |                      |
| 2017 |                                         | 9/11                                             | Jeffrey Cage                         |                      |

### Televízió
| Év        | Magyar cím               | Eredeti cím                        | Szerep                   | Megjegyzések                                 |
| --------- | ------------------------ | ---------------------------------- | ------------------------ | -------------------------------------------- |
| 1974      |                          | The Execution of Private Slovik    | fiú az esküvőn           | tévéfilm                                     |
| 1984      | A szív csendje           | Silence of the Heart               | Ken                      | tévéfilm                                     |
| 1985      |                          | The Fourth Wise Man                | Maximus                  | tévéfilm                                     |
| 1985      |                          | Out of the Darkness                | borotválkozó férfi       | tévéfilm                                     |
| 1986      |                          | Amazing Stories                    | Casey                    | egy epizód                                   |
| 1993      | A pokol angyala          | Beyond the Law                     | Daniel "Dan" Saxon       | - tévéfilm - magyar hangja: - Kautzky Armand |
| 1994      |                          | Charlie Sheen's Stunts Spectacular | önmaga (házigazda)       | dokumentumfilm                               |
| 1996      | Jóbarátok                | Friends                            | Ryan                     | 1 epizód                                     |
| 1999      |                          | Sugar Hill                         | Matt                     | próbaepizód                                  |
| 2000–2002 | Kerge város              | Spin City                          | Charlie Crawford         | - 45 epizód - magyar hangja: - Holl Nándor   |
| 2000      | Csak 18 éven felülieknek | Rated X                            | Artie Jay "Art" Mitchell | - tévéfilm - magyar hangja: - Kerekes József |
| 2001      | Saturday Night Live      | Saturday Night Live                | önmaga (házigazda)       | 1 epizód                                     |
| 2003–2011 | Két pasi – meg egy kicsi | Two and a Half Men                 | Charlie Harper           | főszereplő (177 epizód)                      |
| 2006      | Újjáépítők               | Overhaulin'                        | önmaga                   | 1 epizód                                     |
| 2008      | Agymenők                 | The Big Bang Theory                | önmaga                   | egy epizód                                   |
| 2008      | CSI: A helyszínelők      | CSI: Crime Scene Investigation     | önmaga                   | 1 epizód                                     |
| 2010      | Family Guy               | Family Guy                         | önmaga (hangja)          | 1 epizód                                     |
| 2011      | Comedy Central Roast     | Comedy Central Roast               | önmaga                   | különkiadás                                  |
| 2012–2014 | Nyugi, Charlie!          | Anger Management                   | Charlie Goodson          | főszereplő (100 epizód)                      |
| 2015      | A Goldberg család        | The Goldbergs                      | Garth Volbeck            | 1 epizód                                     |
| 2017      |                          | Typical Rick                       | több szerep              | 2 epizód                                     |
| 2018      |                          | Saturday Night Live: Cut for Time  | admirális                | 1 epizód                                     |
| 2023      | A buki                   | Bookie                             | önmaga                   | 3 epizód                                     |

## Fordítás
- Ez a szócikk részben vagy egészben  a   Charlie Sheen című angol Wikipédia-szócikk ezen változatának fordításán alapul.  Az eredeti cikk szerkesztőit annak laptörténete sorolja fel. Ez a jelzés csupán a megfogalmazás eredetét és a szerzői jogokat jelzi, nem szolgál a cikkben szereplő információk forrásmegjelöléseként.